# Gotlands runinskrifter 200
G 200 är ett vikingatida (ca 1100) runstensfragment av kalksten i Atlingbo kyrka, Atlingbo socken och Gotlands kommun.
Resten av runsten är 1,33 m lång, 0,56 m bred och 0,24 m tjöck. Ena långsidan och kortsidan är snett avfasade och slipade, 0,1 m breda och 0,4 m tjöka. Den andra kortsidan visar tydliga skador, att stenen brutits eller huggits i två eller flera delar. Bild- och textsida bär rester av drakslinga och runinskrift.

## Inskriften
Translitterering av runraden:
uni : auk : haknuiþr : arfaʀ : rakna : þaiʀ ... ...(h)in : aail : ui : ku-... ...(ʀ)muþ : hialbi : soul : sunta:lausi : kris-... ...t : auþualtr risti r--...
Normalisering till runsvenska:
Uni/Unni ok Hagnviðr, arfaʀ ʀagna, þæiʀ ... ... ... ... ... [Gæi]ʀmoð(?). Hialpi sial syndalausi Kris[tr] ... Auðvaldr risti r[uniʀ].
Översättning till nusvenska:
Une (el. Unne) och Hagnvid, Ragnes arvingar, de ... (Gair)mod(?). Den syndfrie Kristus hjälpe själen ... Audvald ristade runorna.
Namn Une är nämnd på U 88, Ragni namnds på U 376, Auðvaldr – på G 11 , G 65 och G 201. Namnet Hagnviðr är unikt; -viðr är dock en vanlig efterled och Hagni är belagt i ortnamnet Hagnestäde på G 33 som tillhörde nu försvunna gård i Rone socken. I den dödes namn kan förleden knappast vara någon annan än Gæiʀ-, men namnet Gæinmoðr är unikt. Förleden Gæiʀ- förekommer inom mansnamn: Gairalfr (G 57), Gairhielmr (G 138), Gair(h)vatr (G 113, G 114, G 158), Gairlaifr (G 203), Gairniautr (G 113), Gairvaldr (G 101, G 123, G 155, G 210), Gairviðr (G 203). 
Det kristna anslaget i bönen för den dödes själ har helt unik utformning med nyanserad, nästan senmedeltida religiös insikt, vilken knappast kommer till språkligt uttryck på vikingatiden. Runornas former är rent vikingatida. Ornamentala mönstret påminner Öpirs stil och är ganska främmande för gotländsk runstenskonst. Detta kan datera stenen till slutet av 1000-talet eller omkring 1100.